# La rosa tatuata (dramma)
La rosa tatuata (The Rose Tattoo) è un dramma scritto dal drammaturgo statunitense Tennessee Williams nel 1951. Il ruolo della protagonista Serafina Delle Rose era stato scritto per Anna Magnani che Williams riteneva una delle interpreti migliori del suo lavoro ma l'attrice declinò perché non riteneva il proprio inglese abbastanza buono per recitare a Broadway. La Magnani ha successivamente interpretato Serafina nell'adattamento cinematografico del 1955 di Daniel Mann, per cui ha vinto l'Oscar alla miglior attrice.

## Trama
Serafina Delle Rose è vedova da molti anni, ma vive nel costante ricordo e mitizzazione del marito defunto. Ma il risveglio sessuale della figlia Rosa la costringe a ritornare alla realtà.

## Produzioni
La prima assoluta ha debuttato al Martin  Beck Theatre di New York il 3 febbraio 1951 per un totale di 306 repliche. Regia di Daniel Mann, interpreti principali: Maureen Stapleton (Serafina), Eli Wallach, Martin Balsam, Andrew Duggan, Sal Mineo, Don Murray.
Il 23 maggio 1957 al Pike Theatre di Dublino la replica di The Rose Tattoo, con Anna Manahan nel ruolo di Serafina, fu interrotta e il direttore del teatro Alan Simpson arrestato in quanto lo spettacolo fu ritenuto riprovevole per aver suggerito ma non mostrato un preservativo. Le successive repliche furono annullate. Il caso non arrivò in tribunale e Simpson prosciolto.
La prima rappresentazione inglese, a causa della censura decisa dal Lord ciambellano, è stata solamente il 4 novembre 1958 al New Shakespeare Theatre di Liverpool (poi al New Theatre di Londra dal 15 gennaio 1959), per la regia di Sam Wanamaker, con Lea Padovani nel ruolo della protagonista, che recitò in inglese con accento siciliano. 
La prima italiana è stata l'8 settembre 1996 nell'ambito del festival Benevento Città Spettacolo per la regia di Gabriele Vacis, scene, costumi e luci di Lucio Diana e Roberto Tarasco. Interpreti: Valeria Moriconi (Serafina), Massimo Venturiello, Emma Dante, Giovanna De Toni, Mariella Fabbris, Massimo Sabet, Beatrice Schiros, Alessandra Tomassini, Anna Maria Torniai.
Altre produzioni di Broadway sono state:
- nel 1966, con Maureen Stapleton e Christopher Walken, 62 repliche al Billy Rose Theatre;[5]
- nel 1995 con Mercedes Ruehl, 73 repliche al Circle in the Square Theatre;[6]
- nel 2019 con Marisa Tomei, 79 repliche all'American Airlines Theatre.[7]

## Fonti di ispirazione
Per molti anni la critica internazionale ha cercato nella letteratura italiana una possibile fonte per questo dramma, ipotizzando similitudini con opere di Luigi Pirandello o Giovanni Verga. Nel 2016 un critico italiano per la prima volta ha individuato la commedia che senza dubbio avrebbe ispirato l'autore americano nella stesura di questo testo, ovvero Filumena Marturano di Eduardo De Filippo, testo del 1946, che veniva rappresentato a Roma nella seconda metà degli anni Quaranta, quando Tennessee Williams viveva nella capitale italiana. Williams non parlava e non capiva l'italiano, ma colse alcune suggestioni dalla visione di quest'opera e dal film Assunta Spina di Mario Mattioli, con Anna Magnani, tratto dal dramma di Salvatore Di Giacomo del 1909.

## Adattamenti
Dal dramma nel 1955 fu realizzato il film omonimo La rosa tatuata per la regia di Daniel Mann con protagonisti Burt Lancaster e Anna Magnani, che vinse l'Oscar come migliore attrice per la sua interpretazione.

## Riconoscimenti
- Tony Award:
  - 1951 - Miglior opera teatrale
  - 1951 - Miglior attore protagonista in un'opera teatrale a Eli Wallach
  - 1951 - Miglior attrice protagonista in un'opera teatrale  a Maureen Stapleton
  - 1951 - Miglior scenografia di un'opera teatrale a Boris Aronson

- Theatre World Award:
  - 1951 – Maureen Stapleton
  - 1951 – Eli Wallach
  - 1966 – Christopher Walken

## Edizioni
Tennessee Williams, La rosa tatuata, collana Collezione di teatro, traduzione di M. D'Amico, vol. 360, Einaudi, 1996, ISBN 88-06-14263-1.